# Ich seh, ich seh
Ich seh, ich seh (bra: Boa Noite, Mamãe) é um filme austríaco de 2014, do gênero terror e suspense, dirigido por Veronika Franz e Severin Fiala.
O filme foi escolhido como representante da Áustria ao Oscar de melhor filme internacional da edição de 2016, mas não foi indicado.

## Enredo
Depois de ser submetida a uma cirurgia estética facial, uma mãe (Susanne Wuest) volta para casa à beira do lago isolada e seus gêmeos de dez anos de idade, Elias e Lukas (Elias e Lukas Schwarz). Sua cabeça está envolta em ataduras, com apenas seus olhos e boca visível. Os gêmeos se amedrontam com a aparência de sua mãe e ficam ainda mais surpresos quando ela começa a apresentar um comportamento estranho. Ela intencionalmente ignora Lukas e aparece somente para conversar com Elias. Embora seja meio do verão, a mãe ordena os gêmeos para manter as cortinas fechadas durante o dia, impõe uma regra estrita de silêncio dentro da casa, e que lhes permite jogar apenas ao ar livre. A mãe também atua de forma cruel e dá uma bronca em Elias fisicamente quando ele exibe atos perniciosos ou desobedientes; algo que os garotos comentam que sua mãe nunca faria. Os gêmeos começam a suspeitar que debaixo de suas ataduras, sua mãe pode não ser a mesma pessoa. Estas dúvidas são confirmadas quando encontram uma velha foto que mostra a mãe com outra mulher desconhecida que está vestindo roupas idênticas e ações características físicas semelhantes. Com a suspeita de que a mulher residente em sua casa é uma impostora, os gêmeos amarram a mulher para a cama e se recusam a deixá-la ir até que ela lhes diga onde está sua verdadeira mãe. A mulher insiste que ela é a sua mãe, e os gêmeos em última análise, selam a boca com fita adesiva para evitar que ela grite por socorro.
Enquanto isso, dois funcionários da Cruz Vermelha aparecem para recolher doações. Embora inicialmente aguardem o retorno da mãe, eles finalmente vão embora da casa depois de receber uma quantia em dinheiro grande de Elias, que ele discretamente roubou da bolsa de sua mãe. Enquanto isso, a mulher se liberta da fita adesiva em volta da boca e grita por ajuda, mas é tarde demais para atrair a atenção dos funcionários da Cruz Vermelha. Os gêmeos selam os lábios com super cola e percebem que ela fica incapaz de comer. Os gêmeos cortam seus lábios com um pequeno par de tesouras. Enquanto a mulher ainda está amarrada e presa, ela molha a cama. Os gêmeos a libertam brevemente de seus grilhões, permitindo-lhe subjugar os meninos e escapar. Os gêmeos, porém, criaram uma armadilha que faz com que ela caia e bata a cabeça, caindo inconsciente. A mulher acorda colada ao chão da sala. Elias começa a queimar a casa para pressioná-la a dizer-lhes a verdade sobre sua mãe. A mulher insiste firmemente que ela é verdadeira mãe dos gêmeos.
É revelado pela mãe que Lukas morreu em um acidente antes dos eventos do filme. Ela explica a Elias que a morte de Lukas não foi culpa dele e ela implora seu filho para libertá-la de modo que ambos possam passar da tragédia. Elias desafia para provar que ela é a sua mãe, dizendo-lhes o que Lukas está fazendo. Como ela não pode ver o Lukas ameaçando atear fogo a uma cortina, ela não pode responder à pergunta. Então Elias - acreditando que sua verdadeira mãe podia ver Lukas -atea fogo à casa. Posteriormente, a mãe queima até a morte antes de os bombeiros chegarem. O filme termina com uma cena do fantasma da mãe reunida com seus filhos gêmeos em um campo de milho perto de sua casa.

## Elenco
| Ator/Atriz    | Papel |
| ------------- | ----- |
| Susanne Wuest | Mãe   |
| Lukas Schwarz | Lukas |
| Elias Schwarz | Elias |

## Recepção da crítica
O filme recebeu geralmente críticas positivas. No Rotten Tomatoes, tem uma avaliação de 86%, com base em 145 críticas, com uma média ponderada de 7,35/10. O consenso do site diz: "Sombrio, violento e cheio de pavor, Boa Noite, Mamãe é perfeito para entusiastas de terror extremo - ou cinéfilos que preferem assistir entre os dedos abertos". No Metacritic, o filme tem uma pontuação de 81 em 100, com base em 19 críticas, indicando "aclamação universal".
O National Board of Review nomeou Boa Noite, Mamãe um dos 5 melhores filmes de língua estrangeira de 2015.